# Margo Lynley
Margo Lynley is een personage uit de Amerikaanse soapserie The Bold and the Beautiful. De rol werd gespeeld door actrice Lauren Koslow van 1987 tot 1992 en opnieuw voor een gastoptreden van twee afleveringen in 2002. Margo was een van de oorspronkelijke personages in de serie.

## Personagebeschrijving
Margo MacClaine was ooit getrouwd met meneer Lynley en bleef na de scheiding zijn naam gebruiken. Ze was jarenlang de trouwe assistente van Eric Forrester en was stiekem verliefd op hem. Ze had een kortstondige romance met zijn zoon Ridge, maar ze beëindigde die toen ze besefte dat hij zich niet wou binden. Uiteindelijk raapte ze haar moed bij elkaar en vertelde Eric over haar gevoelens, maar hij beantwoordde deze niet. Ze voelde zich slecht en wilde stoppen met werken voor Forrester Creations, tot groot jolijt van Stephanie. Eric benadrukte echter dat ze te waardevol was voor het bedrijf om haar te laten gaan. Margo bleef en aanvaardde dat er nooit iets zou kunnen zijn tussen haar en Eric. Dan begon ze uit te gaan met uitgever Bill Spencer, die toevallig de vader was van Caroline Spencer, de vrouw waar Ridge verliefd op was. Ze wist dat Bill niet heel geliefd was bij de Forresters nadat hij zijn uiterste best deed om de relatie van Ridge en Caroline te verbreken en hij probeerde ook Thorne aan te werven. Margo hield haar relatie met Bill geheim en nadat ze wist hoeveel hij om haar gaf annuleerde ze een reis naar Zwitserland met Ridge, die troost zocht nadat de relatie met Caroline gedaan was.
De relatie met Bill liep toch niet helemaal goed en ze begon iets met Clarke Garrison, die eigenlijk verliefd was op Kristen Forrester, de dochter van Eric. Nadat Margo zwanger werd van Clarke dreigde hij ermee voorgoed uit het leven van Margo te verdwijnen als ze aan iemand zou zeggen dat hij de vader was, vooral omdat hij pas getrouwd was met Kristen. Storm Logan hielp Margo met het opstellen van een document waarin Clarke $100.000 moest overmaken voor kindergeld. Kristen ontdekte uiteindelijk dat Clarke de vader was en Margo bleef alleen achter omdat Clarke geen interesse toonde in haar of zijn eigen kind. Margo bracht Kristens oude liefde Mick Savage naar Los Angeles om Clarke en Kristen uit elkaar te halen, maar kort daarna kwam ze terug samen met Bill en ze planden hun bruiloft. Clarke begon nu toch interesse te tonen in zijn zoon Mark nadat hij in het ziekenhuis was beland, maar had geen zin om fulltime vader te spelen. Hierdoor besloot Bill om Mark te adopteren, maar zijn dochter Caroline, die niet veel jonger was dan Margo was hierdoor van streek. Ondanks haar huwelijk met Bill bleef Margo gevoelens hebben voor Clarke. Het leek erop dat ze eindelijk samen kwamen nadat hij haar vroeg om Bill voor hem te verlaten en Bill was zelfs bereid om een trustfonds te financieren voor Mark, maar Margo verbaasde iedereen en vooral haarzelf door bij Bill te blijven.
Nadat Margo's jongere broer Jake MacClaine opdook in Los Angeles was ze aanvankelijk woedend op hem en wilde niets met hem te maken hebben omdat hij zonder iets te zeggen verdwenen was toen ze nog jonger waren. Jake vertelde haar uiteindelijk dat hun vader hem jarenlang seksueel misbruikt had en ze geloofde hem en wilde dat ze met hun ouders zouden gaan praten. Jake was niet bereid om dit te doen en smeekte haar om hen niets te zeggen hierover. Margo overtuigde Jake om met haar mee naar Wisconsin te gaan en Jake confronteerde zijn vader, Ben, die ontkende dat hij hem misbruikt had. Jake viel zijn vader aan waardoor Ben een hartaanval kreeg. Na een tijdje herinnerde Margo dat hun oom Charlie ook bij hen woonde in de tijd dat Jake aangerand werd. Ze keerde terug naar Wisconsin om Charlie te confronteren en redde uiteindelijk het leven van Jake. Nu zijn geheim aan het licht gekomen was pleegde Charlie zelfmoord. Nadat het drama met Jake voorbij was keerde Margo terug naar haar huwelijk dat in duigen begon te vallen. Bill had geen begrip voor het probleem van Jake en nam het Margo kwalijk dat ze dit niet aan hem toevertrouwd had. Caroline was inmiddels overleden en Bill zei dat hij nu twee vrouwen kwijt was. Margo begreep het eerst niet maar dacht toen aan de moeder van Caroline die overleden was. Het bleek echter dat Caroline van een tweeling kwam en dat de andere baby, Karen ontvoerd was en ze dit nooit aan Caroline gezegd hadden. Nadat ze ontdekte dat Bill een affaire had met Julie DeLorean besloot Margo dat het tijd werd om te scheiden.
Ze werd nu bevriend met Blake Hayes en samen spoorden ze Karen op zodat zij Ridge en Taylor Hayes, de ex van Blake, uit elkaar konden halen. Ze kreeg echter in de gaten dat Blake niet geheel stabiel was en dat Bill toch de man in haar hart was.
Nadat Jake bekende dat hij de BeLieF-formule gestolen had om Macy Alexander te beschermen besefte Margo dat ze niets meer verloren was in Los Angeles. Haar huwelijk met Bill was voorbij en samen met Jake keerde ze terug naar Wisconsin.
Jaren later werd ze nog een keer vernoemd toen ze een nieuwe ontwerper zochten bij Forrester en Thorne zei dat Margo onder contract stond bij een ander modehuis.
In 2002 kwam de inmiddels volwassen Mark naar Los Angeles om zijn vader te leren kennen. Hij dacht in twee afleveringen terug aan conversaties met zijn moeder die hem afraadde om dit te doen.